# Соколовський Денис Михайлович (футболіст)
Денис Михайлович Соколовський (нар. 26 березня 1979, Донецьк, УРСР) — український футболіст, півзахисник.

## Кар'єра гравця
Розпочав професійну кар'єру в «Шахтарі» з Макіївки. Пізніше потрапив у донецький «Металург». Розпочав виступати за «Металург-2». В основі «Металурга» дебютував 26 липня 1998 року в матчі проти запорізького «Металурга» (0:0), Соколовський вийшов на 83 хвилині замість Андрія Покладка.
У грудні 1999 року підписав контракт з грецьким «Паніоніосом». У команді провів півтора сезони після чого покинув клуб.
Після виступав в Польщі за «КП Поліце», взимку 2002 року перейшов у щецинську «Погонь». В Екстракласі дебютував 2 березня 2002 року в виїзному матчі проти «Катовиць» (1:0). У Польщі не заграв через отриману травму, яка вибила його з ладу на 6 місяців.
Влітку 2002 року повернувся на батьківщину, до клубу «Ворскла» з міста Полтава. Потім грав за київську «Оболонь», кіровоградську «Зірку», «Олімпію ФК АЕС» і «Кривбас» з Кривого Рогу.
Взимку 2005 року перейшов в азербайджанський «Карабах» з Агдама, в команді разом з ним грав інший українець Сергій Кравченко.
Незабаром знову повернувся в Україну де виступав за сумський «Спартак». Взимку 2007 року перейшов в «Кримтеплицю» з Молодіжного. У команді став гравцем основного складу.
Навесні 2008 року перейшов на правах вільного агента в донецький «Титан». Взимку 2009 року побував на перегляді в одному з клубів Фінляндії. У 2009 році почав виступати за аматорську команду «Словхліб». Разом з командою став бронзовим призером чемпіонату ААФУ. У 2013 році грав за донецький «Рубін».
З липня по жовтень 2014 року працював дитячим тренером у донецькому «Олімпіку».

## Особисте життя
Денис — син відомого гравця донецького «Шахтаря» Михайла Соколовського. Денис з п'яти років уболіває за італійський «Мілан».